# 楔群海葵科
楔群海葵科（学名：Sphenopidae）为群体海葵目的一个科。此科的模式属为楔群海葵属(Sphenopus)。

## 下级分类
本科包括以下属：
- 沙群海葵属 Palythoa Lamouroux, 1816
- 楔群海葵属 Sphenopus Steenstrup, 1856